# زيبيدو سان جياكومو
زيبيدو سان جياكومو هي بلدية إيطالية يبلغ عدد سكانها 6,802 نسمة في مدينة ميلانو الكبرى في لومباردي .

## تاريخ
في المكان الذي توجد فيه بلدية زيبيدو سان جياكومو اليوم، كان هناك العديد من القرى المتميزة. ولهذا السبب يوجد في البلدية العديد من القرى. المركز الرئيسي لمدينة زيبيدو سان جياكومو هو البلدية القديمة التي تحمل نفس الاسم. كانت هذه البلدية دائمًا مبنية على قريتين متميزتين: زيبيدو وسان جياكومو. القرية الأولى هي الأقدم بينهما. يعود تاريخ زيبيدو إلى العصر اللومباردي.
يعود النص الأول الذي يذكر قرية زيبيدو إلى عام 1176، على الرغم من وجود وثائق يعود تاريخها إلى قرن سابق تذكر أسماء الأماكن التي أصبحت الآن قرى صغيرة في زيبيدو سان جياكومو. من عام 1484 إلى عام 1794، انتقلت مناصب البلدية من سيد إقطاعي إلى آخر. في عام 1757، حدد السجل العقاري لتيريزا حوالي خمسة عشر بلدية تتمتع بالحكم الذاتي في أراضي البلدية الحالية: زيبيدو وسان جياكومو مع 130 نسمة، سان نوفو، سان بيترو، كوزيكو، فيجونزينو، كاسينا بيلوكا، مويراجو، بيولتينو، ماندروغنو، فيميغرو وفيانو. وتتكون بعض هذه البيوت من مزرعة واحدة أو أكثر. جرت المحاولة الأولى للترشيد الإداري على يد نابليون الذي وحد زيبيدو، التي كان عدد سكانها آنذاك 290 شخصًا، والعديد من البلديات الأخرى مع سان بيترو كوسيكو. في عام 1786 تم ضم زيبيدو إلى مقاطعة بافيا.
في عام 1844، تم تخفيض هذه البلديات إلى 4، وهي: زيبيدو سان جياكومو، سان نوفو، سان بيترو كوسيكو وفيجونزين. عند توحيد إيطاليا عام 1859، كان عدد سكان زيبيدو سان جياكومو 588 نسمة في ذلك الوقت، بينما في أول تعداد وطني عام 1861 تم تسجيل 583 نسمة. في عام 1870، ألغيت بلديات سان نوفو وسان بيترو كوزيكو وفيجونزينو وأدمجت في بلدية زيبيدو سان جياكومو . تم تضمين البلدية، التي كانت دائمًا ذات طابع ريفي، اليوم في حديقة جنوب ميلان الزراعية. كانت أراضي زيبيدو سان جياكومو دائمًا زراعية بحتة ومليئة بالبيوت الزراعية.
في عام 1965 تنازلت بلدية بيناسكو عن قرية باديل إلى زيبيدو سان جياكومو.

### الرموز
تم منح شعار النبالة ولافتة البلدية بموجب مرسوم صادر عن رئيس الجمهورية بتاريخ 22 يوليو 1982.
أصل شعار النبالة الخاص بالبلدية ليس واضحًا، فمن الممكن أن يكون مستمدًا -مع بعض الاختلافات- من شعار عائلة سالا في ميلانو (مربوطة باللونين الذهبي والأزرق ).
اللافتة عبارة عن راية بيضاء وزرقاء.

### العمارة الدينية

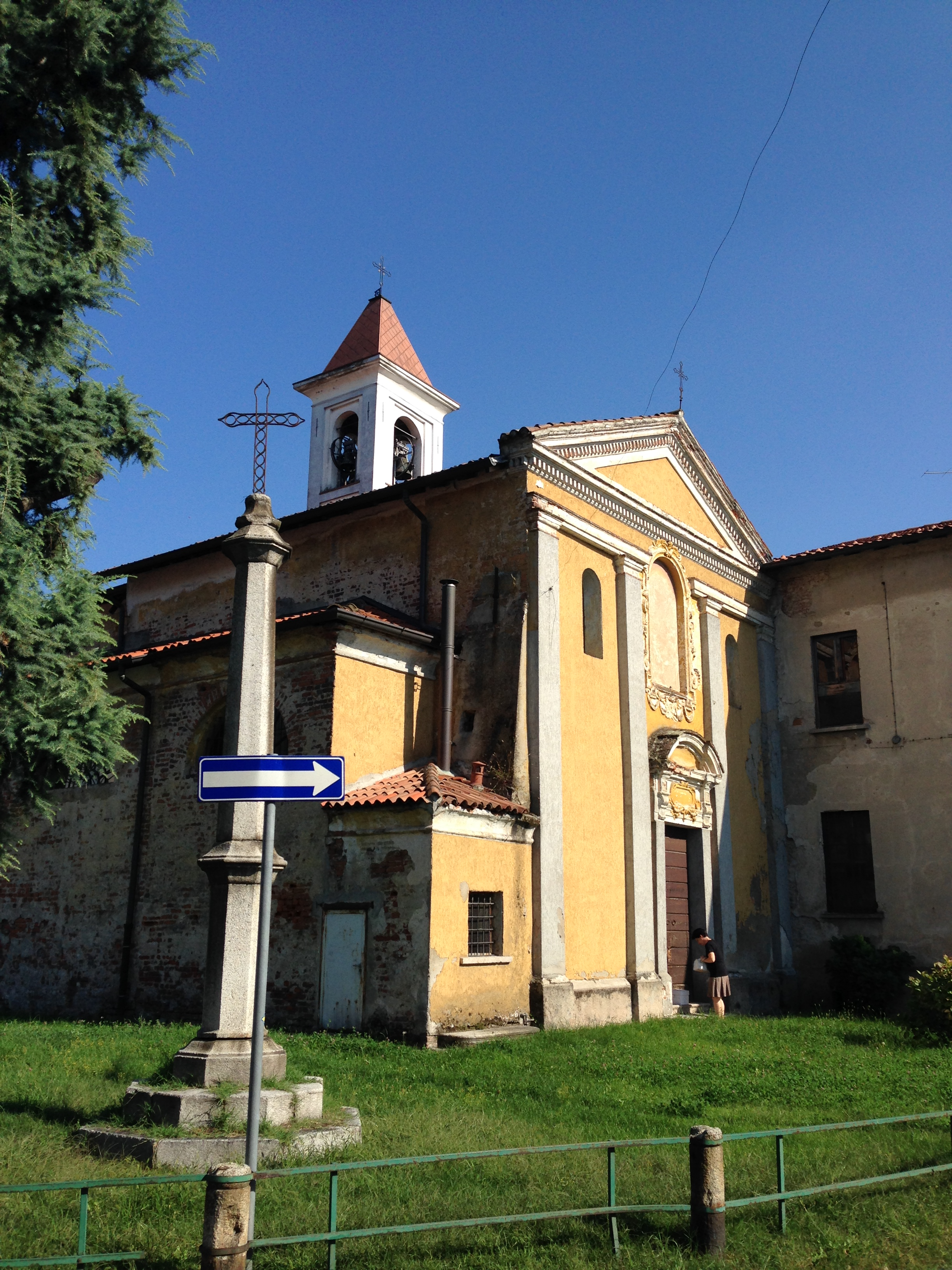
كنيسة سانتا ماريا أسونتا

## الآثار والأماكن ذات الأهمية

### العمارة الدينية[12]

#### كنيسة سانتا ماريا أسونتا
كنيسة سانتا ماريا أسونتا، الواقعة في منطقة زيبيدو، هي كنيسة جميلة بنيت في القرن الخامس عشر ولا تزال تحتفظ بجزء كبير من هيكلها. تم تزيين الجزء الداخلي لاحقًا بلوحات جدارية من القرن الثامن عشر. تتميز كنيسة مادونا ديل روزاريو بصنعة ممتازة، وتم ترميمها في عام 2014 بفضل الصناديق الإقليمية والأوروبية. الجدير بالذكر هو الأرغن الموجود فوق مدخل الكنيسة والذي يحتاج إلى ترميم. يوجد في باحة الكنيسة صليب حديدي على عمود سيريزو موضوع على قاعدة متدرجة من الجرانيت، محفور عليه تاريخ البناء 1729. يشير النصب إلى أنه كانت هناك في الأصل مقبرة حول الكنيسة. يوجد اليوم على العشب علامة بارزة كانت تقف ذات يوم على الجانب الآخر من الطريق.

#### كنيسة سان جياكومو
تعتبر كنيسة أبرشية سان جياكومو، الواقعة في ساحة دار البلدية، أهم حضور فني ومعماري في المنطقة. يوجد مبنى ديني منذ القرن الثاني عشر، لكن المبنى الحالي هو عمل مهندس معماري غير معروف وبارز من عصر النهضة. يكشف الجزء الداخلي عن زخرفة جدارية بارزة من تلك الفترة. يوجد حول الحنية جوقة خشبية من القرن السادس عشر تحتوي على 20 كشكًا أصليًا، فُقد أحدها. تم ترميم الجوقة في عام 2014 بفضل التمويل الأوروبي والإقليمي. في الوسط، يطل الباب المؤدي إلى الخزانة على شعار الكرمليين مع جبل الكرمل الذين سكنوا الدير الذي تم قمعه في نهاية القرن الثامن عشر. الكنيسة الثانية الموجودة على اليمين ذات صنعة جيدة مع لوحة جدارية لسان جياكومو وربما سانت ألبرتو على اليمين. في الوسط، لا بد أن تكون هناك في الأصل سيدة الكرمل، والتي يمكن رؤية جزء من صخور جبل الكرمل منها، على جوانب المحراب الذي بني في القرن السابع عشر، إلى جانب الجص الباروكي الذي غطى القرن السادس عشر. اللوحات الجدارية أدناه مرئية جزئيًا فقط بفضل الترميم الدقيق والدقيق. تحتوي الكنيسة الأولى على اليسار على لوحة جدارية لمعمودية يسوع في نهر الأردن، وهي مدمرة للغاية وتحتاج إلى الترميم. يوجد في باحة الكنيسة التابوت الحجري في سيريتسو والذي تقول الأسطورة أنه يحتوي على بقايا سان جياكومو التي تم إحضارها من القدس إلى سانتياغو دي كومبوستيلا في عام 512 بواسطة سانت يوستورجيو. وبجانبه يوجد عمود من الجرانيت الوردي يعلوه صليب حديدي، تم تشييده عام 1630 لتجنب وباء الطاعون الجاري في لومباردي.

#### كنيسة القديسين فينسينزو وبرناردو
تعد كنيسة القديسين فينسينزو وبرناردو الصغيرة إحدى جواهر البلدية. تم بناؤه في أوائل القرن السابع عشر، ويتميز بتصميم داخلي مزخرف. لوحة تخلد ذكرى المستفيدين من الترميم الذي تم إجراؤه في عام 1829، بما في ذلك سالتيريو وميلزي ديريل وفيسكونتي دي مودرون.

#### كنيسة المهد
أصبحت كنيسة المهد الصغيرة التي بنيت عام 1533 في منطقة باديل، مشهورة محليًا قبل كل شيء لأنها تضم بين أعمالها عائلة مقدسة من دائرة بوتيتشيلي.

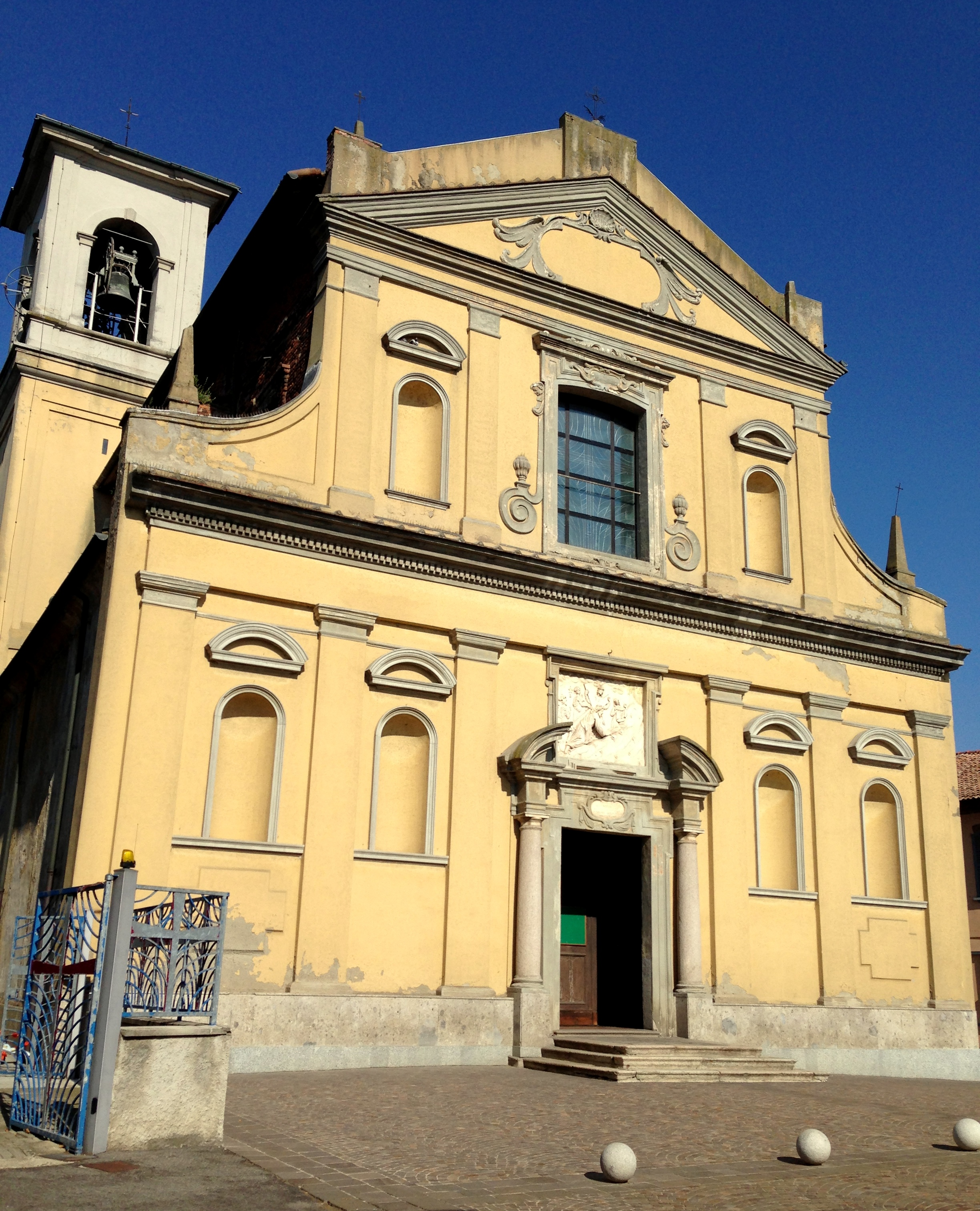
كنيسة سان بيترو كوزيكو

#### كنيسة القديس بطرس
تقع الكنيسة في منطقة سان بيترو، ويحتفظ ببوابة تعود إلى القرن الثامن عشر. من باحة الكنيسة يمكنك الدخول إلى الداخل عن طريق تسلق ثلاث درجات من الجرانيت الوردي محفور عليها تاريخ البناء (1797). يوجد في الداخل كنيسة صغيرة قيمة مخصصة لمادونا، التي وفقًا للتقاليد المحلية، تذرف الدموع عندما أراد كاهن الرعية تغطية اللوحات الجدارية القديمة. في وسط المذبح الرئيسي توجد خيمة الاجتماع المرصعة بالجوز وعرق اللؤلؤ، وهي هدية من الكارثوسيين الذين كانوا يملكون عقارات واسعة في المنطقة.

### الوجهات السياحية

#### قصر بوستيرلا بوسكا بوتزي المعروف باسم "كا غراندي"
يقع القصر داخل ساحة الفناء الرئيسية في كازكينا كا غراندي. يتكون بيت المزرعة من برج تيراكوتا أنيق ذو فتحات مع باب مدخل، يمكنك من خلاله الدخول إلى الفناء الرئيسي، حيث يبرز مبنى أنيق من القرن الخامس عشر على العشب، ربما ولد كنزل للصيد. يحتفظ الجزء الداخلي بلوحات جدارية من أوائل القرن السادس عشر تصور مشاهد البلاط وشعارات عائلة بوستيرلا التي كانت المالكَ الأول.

#### كاسينا سان جيوفاني المعروفة باسم كاستيليتو
يوجد في منطقة زيبيدو مزرعة سان جيوفاني، والتي تسمى أيضًا كاستيليتو، وتتكون من منزل برجي تم تجديده يعود تاريخه إلى القرن السادس عشر ويبرز في المرج المحيط. يتكون المبنى من ثلاثة مستويات مع نوافذ مقوسة مدببة من الطين. بعد عبور جسر المدخل والبوابة الحديدية، ستجد منازل المزارعين المبنية من الطوب المكشوفة والتي تم ترميمها بالكامل على اليمين والإسطبل القديم الذي تم تجديده الآن على اليسار. ربما يشير الاسم الشائع كاستيليتو إلى وجود حصن قديم موجود مسبقًا في العصور الوسطى.

#### كاسينا فيميجرو
يقع كاسينا فيميجرو بين زيبيدو نوفيجليو، وهو عبارة عن بناء من عصر النهضة تم بناؤه على أنقاض القرن الثاني عشر لما كان يجب أن يكون مبنى محصنًا. تحدد أربعة أبراج زوايا فناء المزرعة، حيث توجد كتابة على الجدران تحمل تاريخ 1426. إنه يشكل مثالاً جيدًا للمزرعة المحصنة. وفي عام 1700 كانت بلدية مستقلة. أصبحت المزرعة اليوم مزرعة تعليمية، تشتهر بوجود الحلب الميكانيكي، والعجلة المعدنية للمطحنة مرئية بوضوح حتى من الخارج وللكنيسة الصغيرة ولكن الجميلة جدًا المخصصة لسانتا آنا والتي تقع في الطابق الأرضي من أحد المنازل. من الأبراج الأربعة . بالإضافة إلى تمثال السيدة العذراء في وسط المذبح، محاطًا بآثار أخرى، يتم الاحتفاظ بتمثيل بارز لمريم الطفلة تحت علبة زجاجية على يمين المذبح.

#### بيوت المزارع في زيبيدو سان جياكومو
نظرًا لتاريخها الزراعي، كانت زيبيدو سان جياكومو دائمًا غنية جدًا بالمطاحن وبيوت المزارع . العديد منها الآن موضوع خطة التعافي  ، ومن بينها نذكر:
- كاشينا سانتا مارتا: وهي من أقدم المزارع. تعد هذه المزرعة "سوقًا للمزارعين"، حيث يوجد بها متجر يبيع منتجات الشركة بالتجزئة مباشرة إلى المستهلك. يقع بالقرب من مويراجو.
- كاسينا بيولتينو: هي موطن بيولتينو أجريتوريزمو، الذي تم بناؤه في الإسطبل القديم الذي تم ترميمه بدقة. يوجد خارج المزرعة صندوق الثلج، وهو تل صغير تعلوه الأشجار واللبلاب، ويوجد فوقه باب خشبي يؤدي إلى وسط تجويف كبير، يتم فيه حفظ المنتجات القابلة للتلف والتي كان عليها أن تبقى في البرد، مع الثلج والقش في الأسفل للحفاظ على درجات حرارة منخفضة. عند الدخول إلى الفناء الرئيسي، يقع المنزل الرئيسي على اليمين، بينما يقع إسطبل الماشية، الذي لا يزال موجودًا، على اليسار. يوجد في الإسطبل الصغير الموجود على اليمين ماعز وحمير. لا يزال الدجاج يخدش حول المزرعة.
- كاسينا سالتيريو: تم تعريفها بشكل غير صحيح على أنها سالتيريو، من اسم المالك الأخير، كانت المزرعة تشكل في الواقع مزرعة مويراجو منذ عام 1300، تم تسليمها إلى عائلة ديل كونتي. تزوجت إليزابيتا ديل كونتي من فرانشيسكو كايمي وحافظ أحفادهم على ملكية أرض مويراجو حتى عام 1837، عندما قام الكونت فيليبو ألا بونزون، ابن الماركيز كايمي باجليوتي سيشيري ألا بونزون، بتأجيرها لأول مرة إلى لويجي سالتيريو ثم باعها له. لا تزال عائلة سالتيريو تمتلكها جزئيًا حتى اليوم. عند دخول ساحة الشرف الكبيرة تجد على اليمين الفحل، موطن متحف سالتيريو، ورشة الذوق والمناظر الطبيعية، على اليسار منازل العمال وفي الخلف يهيمن على فيلا كايمي سالتيريو، خلفها الأشجار العالية من الحديقة التاريخية. تم تزيين واجهة المبنى الرئيسي بتماثيل نصفية من الطين، تصور ليوناردو دافنشي وسيزار بيكاريا وأليساندرو مانزوني . يوجد في الحديقة صندوق الثلج وبيت الليمون والبركة التي تطل عليها الكومة. تم الانتهاء من بيت المزرعة بواسطة الخنازير ومحل الألبان، خلف فناء المزارع، مع برج يستخدم كطابق علوي للحمام، ويخضع الآن لخطة إنعاش يمكن أن تعيد المجمع بأكمله إلى مجده السابق. أرادت عائلة سالتيريو، على خطى قرية كريسبي دادا الصناعية، أن تقترح إنشاء قرية زراعية مكتفية ذاتيًا، وبناء على الجانب الآخر من القناة مبنيين كبيرين للعمال، ومدرسة حضانة سالتيريو، أبناء العمال، المدرسة الابتدائية في الساحة أمام الكنيسة وعلى أرضه الخاصة، بنى المقبرة على مسافة ليست بعيدة عن الكنيسة، والتي يوجد بداخلها الكنيسة النبيلة لعائلة سالتيريو، والتي يضم جميع أفرادها. من العائلة الكبيرة التي تمتلك صندوق مويراجو بأكمله.
- كاسينا كاركانا: تقع بالقرب من سان بيترو كوزيكو وهي موطن لمستوطنة طيور اللقلق البيضاء التي تعشش سنويًا في أعشاشها هنا.
- كاشينا ستولفينا: تقع بالقرب من باديل.
- كاسينا موجيو: يقع بالقرب من سان نوفو.
- كاسينا سينتو بيرتيش: يقع بالقرب من زيبيدو.
- كاسينا كاموزانا: يقع بالقرب من سان نوفو.
- كاشينا سان نوفو: يقع بالقرب من سان نوفو
- كاسينا فيانو: في عام 1700 كانت بلدية مستقلة.
- كاسينا نيجري.

## التطور الديموغرافي
التطور الديموغرافي للسكان المسجلين:

## الجغرافيا الأنثروبولوجية
وفقًا للمعهد الوطني للإحصاء الإيطالي فإن أراضي البلدية تشمل مدينة زيبيدو سان جياكومو، المكونة من قرية زيبيدو ومقر بلدية سان جياكومو، وقرى باديل ومويراجو وسان بيترو كوسيكو وسان نوفو، بالإضافة إلى محليات ستولفينا. منطقة ريناسكيتا ومزارع كاركانا، كاسيليو، جابيرانو، بيولتينو، سان فرانسيسكو وفيانو.

## البنية التحتية والنقل
زيجو هو مسار للدراجات يتطور في ريف بلدية زيبيدو سان جياكومو داخل منتزه جنوب ميلان الزراعي. 
وهو خط سير دائري لحوالي 20 كم. تقع نقطة البداية والوصول في موزا (متحف المزامير) في قرية مويراجو حيث يمكن استئجار الدراجات.
يمتد الطريق على طول الساحل لحوالي 2 كيلومترًا من نافيغلو بافيسي حتى قرية باديلي حيث يتجه غربًا بين الحقول وحقول الأرز والمزارع. ثم تستمر نحو وسط مدينة زيبيدو، قبل التوجه نحو بحيرات كاركانا حيث توجد طاولات النزهة. عبر الطرق الريفية يعود إلى موسا مرة أخرى.
توجد على طول الطريق العديد من الأنشطة الزراعية حيث يمكن إجراء عمليات التذوق أو الجولات المصحوبة بمرشدين أو شراء المنتجات المحلية.
زيغو (بالإيطالية: Zigò) هو طريق مسطح بالكامل، باستثناء الجسرين الموجودين على طريق ميلانو - جينوفا السريع. يتم المسار على مسارات الدراجات والمشاة أو الطرق الترابية أو الطرق الثانوية مع مرور قليل للمركبات. السطح إسفلتي أو ترابي ومناسب لأي نوع من الدراجات. لذلك فإن هذا الطريق مناسب للجميع ويمكن القيام به بالكامل في حوالي ثلاث ساعات بوتيرة مريحة.
يمكن تنزيل خريطة الطريق والكتيب الذي يحتوي على معلومات عن الأنشطة على طول الطريق عبر الإنترنت أو تكون متاحة في شكل ورقي في مرافق الإقامة بالمدينة، أو في قاعة المدينة أو في المكتبة المدنيّة.
للسماح بمعرفة أكبر للمنطقة، تم وضع 8 رموز الإستجابة السريعة على طول الطريق (موجود أيضًا على الخريطة). ومن خلال تأطيرها بهاتفك الذكي، ستتمكن من الوصول إلى معلومات متعمقة حول مواضيع مختلفة تتعلق بتاريخ زيبيدو ومناظرها الطبيعية.
تقع موزا، نقطة الانطلاق لمسار الرحلة على بعد بضعة كيلومترات من ميلانو. يمكنك الوصول إليها بالسيارة. بمجرد عبور القناة ستلاحظ وجود موقف سيارات كبير على اليسار ومبنى المتحف على اليمين.
تم أيضًا دمج زيجو (بالإيطالية: Zigò) جيدًا مع مسارات الدراجات الأخرى في المنطقة. يتقاطع مسار الدراجات نافيجلو بافيسي الذي يربط ميلانو ببافيا مع زيجو في موزا. يتقاطع خط سير رحلة المشي على الماء الذي يربط باديل بغاجيانو في نقاط مختلفة. بفضل هذا الاتصال، من الممكن الوصول إلى نافيجلو جراندي في بلدية جاجيانو ومن هناك الاستمرار نحو دارسينا (13 كم) أو أبياتيجراسو (10 كم).